# Adam Kowalewski (muzyk)
Adam Kowalewski, pseud. Szabas (ur. 24 grudnia 1969 w Zambrowie) – polski kontrabasista i basista jazzowy, kompozytor, wykładowca Akademii Muzycznej im. Karola Szymanowskiego w Katowicach, doktor habilitowany w dziedzinie sztuki w dyscyplinie artystycznej sztuki muzyczne. Członek Rady Programowej Polskiego Stowarzyszenia Jazzowego.

## Życiorys
Absolwent Szkoły Muzycznej I stopnia w Zambrowie w klasie akordeonu i Szkoły Muzycznej II stopnia w Łomży w klasie kontrabasu. W 1998 roku ukończył z wynikiem bardzo dobrym Wydział Jazzu i Muzyki Rozrywkowej Akademii Muzycznej im. Karola Szymanowskiego w Katowicach, w klasie kontrabasu prof. dr hab. Jacka Niedzieli-Meira (również pod jego kierunkiem w 2015 roku obronił doktorat).
Od 1999 roku jest zatrudniony jako wykładowca w Instytucie Jazzu Akademii Muzycznej w Katowicach, gdzie prowadzi klasę kontrabasu i gitary basowej.
Laureat I i II nagrody w Międzynarodowym Konkursie Młodych Zespołów Jazzowych „Jazz Juniors” w Krakowie (I nagroda wraz z zespołem The Similars, 1993 rok; II nagroda wraz z zespołem Irek Głyk Quartet, 1994 rok).
Działalność artystyczną rozpoczął w 1993 roku, występując z zespołem Eryka Kulma „Quintessence”. Od tej pory regularnie koncertował w kraju i za granicą, współpracując z czołówką polskich muzyków jazzowych, takich jak: Janusz Muniak, Jan Ptaszyn Wróblewski, Tomasz Szukalski, Tomasz Stańko, Leszek Możdżer, Piotr Wojtasik, Adam Pierończyk, Jarosław Śmietana. Występował m.in. w następujących formacjach: Lesław Możdżer Sekstet, Adam Pierończyk Trio, Piotr Wojtasik Quartet, Piotr Wojtasik Quintet, Jarosław Śmietana Band, Tomasz Szukalski Twist Band, Janusz Muniak Quartet.
W latach 2006–2013 regularnie współpracował z Nigelem Kennedym, dając liczne koncerty z Nigel Kennedy Quartet i Nigel Kennedy Quintet w całej Europie (w najlepszych salach koncertowych, takich jak Royal Albert Hall w Londynie, Filharmonia Berlińska czy Opera w Sydney), a także w Japonii, Chinach, Korei Południowej, Australii, Izraelu. Efektem współpracy z Nigelem Kennedym jest kilka nagranych wspólnie płyt.
W swoim dorobku artystycznym ma również współpracę u boku takich międzynarodowych gwiazd, jak m.in. Bennie Maupin, Eddie Henderson, Gary Bartz, John Abercrombie, Jeff Beck, John Purcell, Kevin Mahogany.
Uczestnik wszystkich ważniejszych festiwali jazzowych w Polsce i wielu za granicą (m.in. w Wielkiej Brytanii, Norwegii, Szwecji, we Włoszech, na Litwie, w Rosji, Meksyku, Izraelu, Australii, Japonii, Chinach, Korei Południowej, Libanie czy Turcji).
Obecnie występuje wraz z wieloletnim współpracownikiem Dizzy’ego Gillespiego, gitarzystą Edem Cherry (Ed Cherry Trio), z węgierskim skrzypkiem Robym Lakatosem (Roby Lakatos and Polish Friends), z zespołem Steve McCraven-Borys Janczarski Quintet, w trio Klima-Wyleżoł-Kowalewski, z Beatą Przybytek, a także jako lider własnych projektów (Szabas Trio, Szabas Quartet) oraz sideman towarzyszący innym muzykom jazzowym (m.in. z Januszem Muniakiem, Piotrem Baronem, Pawłem Kaczmarczykiem, Piotrem Schmidtem).
Brał udział w nagraniu ponad 40 płyt, w tym dwóch autorskich: „For You” i „Yearning”, zawierających większość jego kompozycji i ciepło przyjętych przez krytyków. W swoim dorobku – oprócz repertuaru jazzowego – ma również płyty z artystami z pogranicza jazzu i muzyki rozrywkowej, m.in. z Lorą Szafran, Mieczysławem Szcześniakiem, Kayah.
Jako wykładowca Akademii Muzycznej w Katowicach wypromował kilkunastu absolwentów studiów II stopnia (m.in. Macieja Garbowskiego, Bartosza Wojciechowskiego, Wojciecha Traczyka, Macieja Szczycińskiego, Andrzeja Święsa, Maksymiliana Muchę oraz Jakuba Dworaka).

## Dyskografia
Płyty autorskie
- 2013: For You, w duecie z Piotrem Wyleżołem, Hevhetia
- 2001: Yearning, w trio z Piotrem Wyleżołem i Łukaszem Żytą, Not Two Records

Płyty z innymi wykonawcami
- 2021: Kálmán Oláh & Piotr Wojtasik Quintet Mosaics, Hunnia Records & Film Production

- 2017: Beata Przybytek Today Girls Don't Cry, Fundacja Ludzie-Innowacje-Design

- 2017: Szymon Klima / Dominik Wania / Adam Kowalewski / Przemysław Jarosz Free-Folk-Jazz, Hevhetia
- 2015: Szymon Klima / Adam Kowalewski / Piotr Wyleżoł Lutosławski Retuned, Hevhetia
- 2015: Janczarski & Stephen McCraven Quintet Travelling East West, For Tune
- 2015: Ed Cherry Special Trio Szósta po południu, For Tune
- 2015: Nigel Kennedy, Vivaldi: the New Four Seasons, Sony
- 2014: Adam Czerwiński Friends: Music of Jarek Śmietana, Universal
- 2013: Beata Przybytek Czemuż się dziś weselić nie mamy, Fundacja Ludzie-Innowacje-Design
- 2012: Beata Przybytek I’m Gonna Rock You, Not On Label
- 2012: Bothur, Skolik, Kowalewski Trio Ramblin’, Multikulti
- 2011: Nigel Kennedy Four Elements, Sony
- 2010: Nigel Kennedy Quintet Shhhhh, EMI [płyta z gościnnym udziałem Boya George’a]
- 2010: Piotr Wyleżoł Quintet Live, Fonografika
- 2009: Kayah Skała, Kayax Production
- 2008: Nigel Kennedy Qtet A very nice album, EMI
- 2007: Lora Szafran, Bogdan Hołownia Droga Do Ciebie, 4everMUSIC
- 2007: Kayah MTV Unplugged, Kayax Production, EMI Music Poland
- 2007: Śmietana / Karolak / Bzyk / Guzik Grube Ryby, Metal Mind Productions
- 2006: Anna Serafińska Gadu Gadu, Kompania Muzyczna Pomaton
- 2006: Marek Niedźwiedzki Smooth Jazz Cafe 8, Universal Music Polska
- 2006: Mietek Szcześniak Zwykły cud, Polskie Radio
- 2006: Herbaciane nonsensy – Piosenki A. Osieckiej, EMI
- 2005: Irek Głyk Long Time, GiFT Management
- 2005: Andy Mandorff Up To Scratch, Emarcy
- 2003: Adam Pierończyk Amusos, PAO Records
- 2003: Jan Kanty Pawluśkiewicz Consensus, Agencja Muzyczna Polskiego Radia
- 2002: Janusz Muniak Quartet Annie, Not Two Records
- 2002: Dorota Miśkiewicz Goes to Heaven Zatrzymaj się, Grami
- 2001: Jarek Śmietana Band Out of the Question, Not Two Records
- 2001: Kayah & Cesaria Embarcacao, BMG Poland/Zic Zac
- 2001: Janusz Szprot Na tureckim dywanie, Selles Records
- 2000: Jarek Śmietana / Gary Bartz African Lake, Starling
- 2000: Kayah JakaJaKayah, BMG [nominacja do Fryderyka w kategorii Najlepszy Album Pop]
- 1999: Anna Serafińska Melodies, Epic
- 1997: Adam Pierończyk Trio Few Minutes in the Space, Gowi Records [nominacja do Fryderyka w kategorii Najlepszy Album Jazzowy]
- 1996: Leszek Możdżer / Adam Pierończyk Anniversary Concert For Hestia, Dux & Hestia
- 1996: Lesław Możdżer Sekstet Talk to Jesus, Gowi Records [uznana w 1996 roku za płytę roku czytelników Jazz Forum]
- 1995: Joachim Mencel Silent Way of Miles D., Gowi Records
- 1995: Eryk Kulm Quintessence Live at Jazz Jamboree
- 1994: Eryk Kulm Quintessence Infinity